# Dochování kostí
Kosti jsou důležitým dokladem minulosti, ale jejich dochováni je nejisté. Aby se dochovaly, jsou zapotřebí speciální podmínky. Kosti se mohou dochovat nejlépe, pokud je tělo zakonzervováno v ledu. Ostatky jsou tedy v dobrém stavu a nepodléhají rozkladu. Zmražená v ledu byla nalezena asi nejznámější mrtvola, a to takzvaný alpský ledový muž Ötzi. Případně paní Dai z Číny, jejíž tělesné ostatky byly umístěny na led a zality tekutinou, která měla antiseptickou funkci. Mrtvola byla nalezena v několika rakvích, které byly vloženy jedna do druhé, což byl další z faktorů, jež pomohly k dochování jejího těla. K samotnému zachování těla vede několik faktorů. První z nich je klimatické a geologické prostředí, ve kterém se ono tělo nachází. Právě v případě paní Dai hrálo svou roli i uspořádání samotného místa, kde byla pohřbena.
Podle obsahu dusíku a uhlíku v kostech lze nahlédnout i do jídelníčku pravěkého člověka a lze zjistit, zda se v těle nachází dostatek či nedostatek látek, které jsou důležité pro vývoj kostí. Pokud se zvíře či člověk živí rostlinami či jinými zvířaty, poměr izotopu uhlíku 12 k uhlíku 13 se mění tím, jak se tyto látky vstřebávají do různých tkání v těle. Kdysi se předpokládalo, že vysoké hodnoty uhlíku 15 znamenají, že se v jídelníčku člověka či zvířete vyskytuje potrava pocházející z moře či zemědělsky vypěstovaná. A právě zprávu o tom, co lidé a zvířata jedli, poskytnou jejich kosterní pozůstatky. Mohou i podat svědectví o tom, jak zemřeli (pokud byla kost roztříštěna, znamená to zřejmě, že pravěký člověk zemřel násilnou smrtí), lze též zjistit, zda byly kosti nějakým způsobem deformované.

## Stupně zachování
Kosti se mohou zachovat jako:
1. Pevné kompletní kosti (nejsou zde stopy po rozkladu)
2. Fragilní kosti (části kostry jsou fragmentální, ale rekonstruovatelné)
3. Fragmentální kosti (součásti skeletu jsou popraskané)
4. Extrémně fragmentální kosti (kosti jsou tak popraskané, že již nejdou rekonstruovat)
5. Kostní drť (kosti přeměněny na bílou práškovitou substanci)
6. Totální rozklad skeletu